# Hardrada Harold Hume
Hardrada Harold Hume (10 de junio de 1875 – 10 de junio de 1965) fue un profesor universitario canadiense - estadounidense, administrador, agrónomo, liquenólogo, micólogo y horticultor.

## Biografía
Era aborigen de Ontario, y obtuvo su B.Sc. y M.Sc. antes de embarcarse en carreras botánicas, de investigación, horticultura y profesorado. Después de trabajar como administrador académico, Hume sirvió como rector interino, en la Universidad de Florida, en septiembre de 1947.
Nació y creció en Russell (Ontario), Canadá. Asistió al Ontario Agricultural College en Guelph, Ontario, graduándose en la Iowa State College, en Ames, Iowa, donde obtuvo, en 1899, su B.Sc.; y en 1901 el M.Sc.
En 1904, se fue al sur nuevamente, aceptando trabajo como profesor de botánica y horticultura en el Florida Agricultural College de Lake City (Florida), una de las cuatro predecesoras de la Universidad de Florida, y posteriormente ocupó el mismo cargo en la moderna Universidad de Florida, en Gainesville, Florida. Durante su tiempo como profesor, también se desempeñó como horticultor y botánico, en la "Estación Experimental Agrícola de Florida", afiliada a la universidad. Fue un autor reconocido, experto en el cultivo de citrus y pecanes. Dejó la Estación Experimental de Florida, tras cinco años, para aceptar un puesto similar en la Estación Experimental Agrícola de Carolina del Norte, en Raleigh (Carolina del Norte).
Regresó a Florida para aceptar un puesto como gerente general de Glen Santa María Viveros Co., un productor líder de árboles de cítricos. Permaneció con la compañía desde 1917 hasta 1929, tras servir como su presidente y luego de su consejo de administración. Continuó escribiendo y publicando artículos en este período, entre los que se destacan The Cultivation of Citrus Fruits (El Cultivo de Cítricos), 1926, convertido en estándar de referencia en su campo.
En 1930, se reincorporó a una facultad de la Universidad de Florida, en Gainesville, Florida, fue nombrado decano en el Colegio de Agricultura y Ciencias Ambientales en 1938, finalizando como vicedecano de Agricultura, en 1943. Durante la década de 1930, fue uno de los investigadores principales de trabajo sobre los métodos para erradicar las reinfecciones de Ceratitis capitata, que amenazaba la industria de cítricos de la Florida.
Fue nombrado rector interino de la Universidad cuando su rector John J. Tigert dimitió en 1947. Hume continuó sirviendo como decano de la Facultad de Agricultura, al mismo tiempo. Era conocido por pasar diez horas al día en su oficina, mantenerse al día con sus deberes como rector, así como decano de la Escuela de Agricultura. Disfrutaba pasar sus horas de almuerzo, para hablar con miembros de la facultad y estudiantes por igual.
Después de su sucesor permanente, J. Hillis Miller, Sr., fue seleccionado en 1947, Hume continuó su obra en agricultura, y más tarde fue nombrado presidente del comité administrativo del Instituto Interamericano de Ciencias Agrícolas.

Vista panorámica de Hume Hall, la universidad residencial de pregraduados con honores de la Universidad de Florida en Gainesville, Florida.

## Algunas publicaciones
- Azaleas and Camellias, MacMillan Publishing Company, Inc., New York, New York (rev ed. 1962)

- Azaleas: Kinds and Culture, J. Horace McFarland Company, Harrisburg, Pensilvania 1948

- Camellias in America, J. Horace McFarland Company, Harrisburg, Pensilvania 1.ª ed. 350 pp. 1946

- Camellias: Kinds and Culture, The MacMillan Co. New York 1951

- Citrus Fruits, The MacMillan Company, New York 1957

- Citrus Fruits and Their Culture Orange Judd Co. New York 5.ª ed. 1913

- The Cultivation of Citrus Fruits, The MacMillan Company, New York 1926

- Gardening in the Lower South, The MacMillan Company, New York 1929

- Hollies The MacMillan Co. New York 1.ª ed. 1953

- Persimones Japoneses. Bull. 71 (Univ. de Florida. E.E.A.) Ed. Imprenta y Fototipia de la Secr. de Industria y Comercio, 39 pp. 1914

- The Pecan and Its Culture Mt. Pleasant Press, Harrisburg, Pensilvania 2.ª ed. 1910

- Cauliflower. Bull. 59 (Univ. de Florida. E.E.A.) Ed. Florida Agr. E.S. 439 pp. 1901

- Pomelos. Bull. 58 (Univ. de Florida. E.E.A.) Ed. Florida Agr. E.S., 421 pp. 1901

## Legado
El 30 de junio de 1949, se retiró de la Facultad, mas continuó escribiendo y publicando textos y artículos en publicaciones académicas sobre sus tópicos favoritos de horticultura, citrus, azaleas, camellias. Murió cuatro meses después de su nonagésimo cumpleaños, el 10 de octubre de 1965, y fue cariñosamente encomiado por sus colegas como el "Gran Viejo de la Agricultura."

### Honores
- Universidad Clemson lo honra con un Doctor honoris causa en reconocimiento a sus logros en la ciencia agrícola

- Universidad de Florida, en reconocimiento a su largo servicio, el "Complejo Hume", uno de los Pabellones residenciales lleva su epónimo.[7] El Complejo Hume original, fue posteriormente demolido, para dar espacio al nuevo Residencial Colegio de Honores de Hume, que fue terminado y abierto para su uso en el año 2002.[7]
- La abreviatura «H.H.Hume» se emplea para indicar a Hardrada Harold Hume como autoridad en la descripción y clasificación científica de los vegetales.[8]

### Otras lecturas
- Pleasants, Julian M. Gator Tales: An Oral History of the University of Florida, Univ. de Florida, Gainesvile 2006 ISBN 0-8130-3054-4

- Proctor, Samuel, Wright Langley. Gator History: A Pictorial History of the University of Florida, South Star Publ. Co. Gainesville 1986 ISBN 0-938637-00-2

- Van Ness, Carl, Kevin McCarthy. Honoring the Past, Shaping the Future: The University of Florida, 1853–2003, Univ. of Florida, Gainesville 2003